# Reformierte Kirche Sonvilier

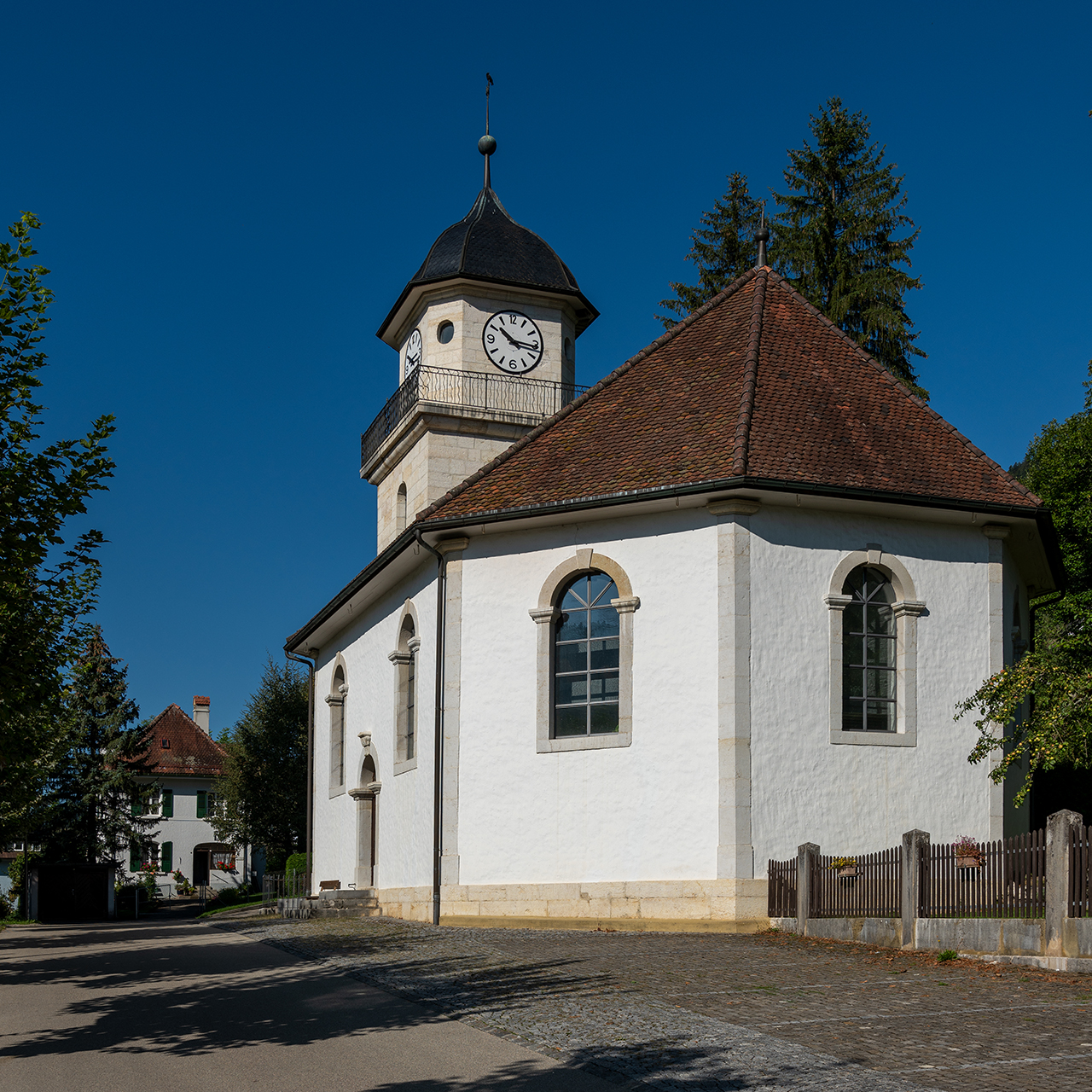
Die Kirche im Jahre 2018

Die reformierte Kirche Sonvilier ist eine Landkirche in der Gemeinde Sonvilier im Berner Jura.

## Geschichte
Die Kirche wurde 1831/32 etwas oberhalb des Ortskerns errichtet. Renovationen fanden 1932 und 1985 statt.

## Baubeschreibung
Das klassizistische Gotteshaus weist einen oktogonalen Grundriss auf und ist als Querkirche angelegt. Der mit einer Haube bekrönte Turm befindet sich an der westlichen Schmalseite der Kirche. Der Innenraum ist auf die Kanzel ausgerichtet, die von zwei modernen Bleiglasfenstern flankiert wird. Eine U-förmige Empore nach dem Vorbild der Kirche in Wilchingen umspannt drei Seiten der Kirche und ist ebenfalls auf die Kanzel ausgerichtet.